# Indische schaarbek
De Indische schaarbek (Rynchops albicollis) is een vogel uit de familie meeuwen (Laridae).Het is een kwetsbare vogelsoort in een groot deel van het Indische subcontinent.

## Kenmerken
De lichaamslengte bedraagt 38 tot 43 cm. Deze vogel heeft een opvallend silhouet als het met trage vleugelslagen over de rivieren en meren vliegt. Hij heeft lange, zwarte, kromzwaard-vormige vleugels en een lange, felrode snavel met een geel uiteinde. De onderste helft van de snavel is veel langer dan de bovenste helft en afgeplat zoals scharen. De Amerikaanse schaarbek heeft een donker uiteinde van de snavel en is iets groter. De  Afrikaanse schaarbek is ongeveer even groot, maar heeft een donkere hals, terwijl deze schaarbek ook in de broedtijd een witte hals heeft. De kruin en bovenvleugels zijn donker bruinzwart. Buiten de broedtijd lijkt de donkere bovenkant meer bruin. Ook onvolwassen vogels zijn bruin en hebben een kortere, licht gekleurde snavel.

## Verspreiding en leefgebied
Deze soort komt voor van oostelijk Pakistan tot Myanmar. Het leefgebied bestaat uit de brede rivieren in laagland met zandbanken en zandige oevers. De vogels broeden in kolonies op zandbaken. Buiten de broedtijd komen ze ook voor langs zeekusten en in riviermondingen.

## Status
De grootte van de populatie werd in 2016 door BirdLife International geschat op 4000 tot 6700 volwassen individuen en de populatie-aantallen nemen af door habitatverlies. De leefgebieden worden aangetast door verstoring, regulatie van rivieren en meren ten behoeve van irrigatie, watervervuiling door de industrie en zandwinning, verder door zich uitbreidende visserij en bewoning langs rivieren.  Om al deze redenen staat deze soort als bedreigd op de Rode Lijst van de IUCN.